# Puyo Puyo Tsu
Puyo Puyo Tsu (ぷよぷよ通, también conocido como Puyo Puyo 2, Puyo Puyo Tsuu o Puyo Puyo 2: Tsuu) es la secuela del juego de rompecabezas Puyo Puyo, hecha en 1994 por Compile. Compile desarrolló este juego ya que la primera entrega fue muy exitosa, pero no supusieron el cambio que vendría con esta secuela. Debido a su gran éxito, se volvió el título más predominante de las series. Y aunque muchas de sus reglas eran experimentales, las habilidades introducidas de Contraataque y Rensa Sibari crearon mejores y más largas partidas para una completamente rediseñada jugabilidad. También se convirtió en el juego multiplataforma más conocido en Japón, apareciendo en 12 consolas domésticas (desde las portátiles como el Game Boy y Game Gear, hasta las más modernas como la Dreamcast) y en el PC. Fue relanzado para la Consola Virtual de la Nintendo Wii en el 11 de marzo del 2008 bajo la categoría de "Importación" (Import), costando 900 Wii Points.
En nombre Puyo Puyo Tsu es un juego de palabras Inglés, ya que "tsu" (que significa transmisión o conexión), cuando se pronuncia, es similar a la pronunciación de la palabra inglesa "two". Compile continuó estos juegos de palabras en Puyo Puyo SUN.

## Modo de Juego
Como en la protosecuela, Los Puyos caen de la parte superior de la pantalla en parejas de distintos colores, que pueden moverse izquierda y derecha, y pueden ser rotadas en 90° en sentido o en contra de las manecillas del reloj. Diferentes reglas, sin embargo, juegan un factor en el juego. El juego también incluye nuevas reglas y nuevos estilos de juego distintos para cada versión:

### Contraataque
La primera regla extendida fue el Contraataque (vista como Sousai en opciones). Esta regla permite a un jugador contraatacar y negar la basura mandada por el oponente con sus propias cadenas. Esto permitió a los jugadores negar tantos puyos ruidosos como fuera posible antes de caer, creando un desafío más para todos los jugadores (y ampliando las partidas, ya que en la entrega pasada, una cadena de 4 o más pasos bien lanzada bastaba para eliminar al oponente).
La idea en la que trabaja el contraataque es simple, por ejemplo: el jugador A ejecuta una cadena de 4 pasos que manda 30 basuras, y el jugador B hace una cadena de 3 pasos antes de que los puyos ruidosos caigan. Cada puyo ruidoso que el jugador B acumula con su cadena bloquea la cantidad de puyos ruidosos del jugador A como resultado. La primera cadena hace 3 puyos ruidosos de daño, la segunda hace 8 de daño, y la tercera hace 9 de daño. De los 30 puyos ruidosos que mandó el jugador A, se deducen 3 primero, luego 8, y por último 9, creando un total de 20 de daño. En la protosecuela, ésta se mandaría directamente al oponente, pero en este juego, se eliminan esos 20 puyos ruidosos de los 30 que mandó el jugador A, dejando 10 puyos ruidosos que caen en la rejilla del jugador B en vez de 30 (ya que 30 - 20 = 10).
Se puede usar el contraataque para mandar puyos ruidosos de vuelta al oponente, esto se conoce como Garbage overflow (Sobrecarga de Basuras). Si el jugador A, por ejemplo, ejecuta una cadena de 4 pasos con 30 puyos ruidosos, y el jugador B ejecuta una cadena de 4 pasos que hace 36 puyos ruidosos, se negarán por completo 30 puyos ruidosos del jugador A y se mandarán 6 puyos ruidosos de diferencia al oponente. El Power Rensa juega una gran parte en el contraataque, siguiendo esta regla, puede negarse este valor, y mandar puyos ruidosos del oponente más de una vez.
Sin embargo, si el jugador que ha terminado su cadena comienza a construir otra, considerando que el jugador sigue contraatacando con cadenas propias puede no disminuir toda la basura, dejando sobrantes para caer. En una escala crítica, las cadenas débiles pueden dejar derrotado a un jugador si el otro contraataca con una cadena grande de cualquier tipo. Equitativamente hablando, tomaría una cadena de iguales proporciones para continuar en el juego. Muchos jugadores experimentados se aseguran de ser los últimos en atacar, para seguir en el juego. Muchos jugadores, sin embargo, sabiendo que el oponente está creando una cadena grande (de por lo menos 10 pasos), pueden utilizar ese tiempo para crear una cadena mayor (de por lo menos 15 pasos), y luego lanzarla, para contraatacar toda la cadena y mandar sobrecarga. El oponente puede entonces construir una cadena propia para contraatacar, para mantener la cantidad de puyos ruidosos en sucesión hasta que una persona falle en mandar puyos ruidosos y, si cae en la tercera columna, pierda la partida. Este término es llamado por los jugadores Puyo Tennis, ya que es la acción que toman los jugadores entre sus cargas de puyos ruidosos antes de que caiga, eventualmente.

### Límite de cadena
Una regla que también puede aplicarse a Puyo Puyo 2 es llamada Límite de Cadena (vista como Rensa Sibari en opciones). Cuando se pone a un número en particular, cada cadena inferior a ese número no marcará puntos ni mandará puyos ruidosos al oponente. Por ejemplo, si se pone el número en 7, ningún jugador podrá mandar puyos ruidosos con una cadena a menos que sea de 7 o más. Por defecto, está apagada, pero puede ajustarse a un máximo de 9. En Puyo Pop Fever, puede ajustarse hasta 20, lo que hace imposible el mandar puyos ruidosos al oponente.
La ventaja principal con esto es que la gente puede practicar la construcción de cadenas sin tener que preocuparse de los ataques de los oponentes.
Aunque la rejilla sigue siendo de 12 x 6 (12 de alto por 6 de largo). Pueden añadirse puyos sobre la punta de las pilas. Aunque esto es más difícil de hacer para los principiantes.

### Doble-Rotación
Una muy buena habilidad de este juego es volver a rotar una pieza cuando está entre las columnas. Al igual que todos los juegos que utilizaron esta regla, no fue utilizada en la protosecuela, así que Puyo Puyo 2 revolucionó este mecanismo. Por ejemplo, el jugador A tiene una pieza Roja-Amarilla cayendo de la tercera columna, y las columnas 2 y 4 están llenas hasta la punta. En Puyo Puyo, no podía hacerse nada excepto bajar la pieza, pero en Puyo Puyo 2, presionando cualquier botón de rotación 2 veces, los puyos cambiarán de posición, significando que la pieza Roja-Amarilla pasa a ser la pieza Amarilla-Roja.
Otra forma de escapar es poner puyos sobre la punta. Para hacer esto, uno debe doble-rotar el puyo de la punta de la pantalla tan rápido como pueda, y utilizar (si no está bloqueado), la parte oculta de la pantalla para mover de una columna a otra columna libre (suponiendo que las columnas 2 y 4 están llenas). Esto no siempre funciona, pero puede funcionar si se necesita más tiempo para tener una cadena lista con el puyo necesario, o para esperar a que el oponente pierda primero (aunque el también puede utilizar el mismo truco, aunque no siempre funcione).

### Rule Henka (Grilla Predeterminada)
En Puyo Puyo 2, hay una regla experimental llamada Rule Henka. Cuando inicia el juego, los jugadores comienzan con diferentes sets de puyos ruidosos.

### Kata Lock
A diferencia del límite de cadena, El Kata Lock desactiva los bonos especiales o los efectos especiales hasta cierto número, también está desactivado por defecto, pero al igual que el límite de cadena, puede ajustarse hasta 9.

### ALL CLEAR
Otra idea revolucionaria que se mantendría en entregas posteriores, es un bono llamado ALL CLEAR (vista como Zenkeshi en opciones). Cuando se eliminan todos los puyos incluyendo los ruidosos de la pantalla, aparecerá un texto en la pantalla llamado ALL CLEAR. La cadena que se mande después de este aviso hará el daño normal más 30 puyos ruidosos.
Muchos jugadores pueden ejecutar ALL CLEAR de 7 o más cadenas, y teniendo un campo completo significa el poder construirse cadenas perfectamente desde el comienzo. También el jugador recibe 10000 puntos por un ALL CLEAR.
El sonido utilizado es una versión alterna del tema de entrada del BIOS de Compile. En Puyo Puyo SUN, el bono de 10000 puntos se elimina, y en vez de eso, fuerza a que caigan puyos solares (los Puyos especiales de esa entrega, que mandan más puyos ruidosos al oponente por cada uno eliminado). Sega mantuvo el bono de ALL CLEAR para las versiones de Minna de Puyo Puyo y Puyo Puyo Fever para mostrar la originalidad del juego. En Puyo Puyo Fever, cuando ocurre un ALL CLEAR, en vez de mandar daño adicional, se recompensa con una cadena preconstruida al azar de 4 pasos, con la cual se manda un ataque rápido, o se utiliza para construir una cadena más grande a partir de ella. Algunos jugadores prefieren esto, ya que les permite mandar la basura de inmediato, pero a la vez ampliarla para dar golpes más duros.

## Breve Historia
Cuando se lanzó en los Arcade en 1994, se volvió el juego de Arcade más jugado en Japón desde la llegada de Street Fighter II. Luego de este gran éxito, Compile decidió lanzar el luego para las versiones domésticas, todas muy exitosas. La mejor de todas fue Super Puyo Puyo Tsu para la Super Nintendo Entertainment System, que vendió alrededor de 10,000 unidades en su primera semana, aunque fue más tarde que la versión de Sega Mega Drive. Esto se debe a que fue el primer intento de Compile para un juego de 4 jugadores para una consola doméstica, y fue un gran éxito.
La versión de PC fue la única que incluyó un modo de aventura llamado Nazo Puyo, así como las versiones de CD (siendo la más notable, Puyo Puyo Tsu CD para la NEC PC-Engine), con una versión "recortada" incluida.
Para mostrar el éxito de Puyo Puyo Tsu, en las series de videojuegos Sega Ages 2500 para PlayStation 2, Sega lanzó una versión titulada Puyo Puyo Tsu PERFECT SET, que paga tributo a una de sus versiones más populares, la de Sega Saturn.
Fue integrado el juego en Puyo Puyo Fever como su modo clásico, y aún sigue siendo el favorito de muchos jugadores de Puyo, fanáticos, expertos y campeones hoy en día.
Sólo se lanzó una versión internacionalmente de Puyo Puyo Tsu, para NeoGeo Pocket bajo el nombre de "Puyo Pop", el cual fue el primer juego de Puyo Puyo lanzado fuera de Japón. Minna de Puyo Puyo (Puyo Pop en Norteamérica) para la Game Boy Advance, sin embargo, utilizó las mismas reglas que Puyo Puyo Tsu, y retuvo su modo multijugador, utilizando el sistema de la GBA.
La versión de Mega Drive fue lanzada en la Consola Virtual de la Wii en Japón el 24 de abril del 2007. Y se lanzó para Norteamérica el 10 de marzo del 2008. La versión norteamericana no se tradujo, y es idéntica a su versión original japonesa.
- Datos: Q906679